# Boompuist
De boompuist (Postia ptychogaster) is een soort schimmel in de familie Dacryobolaceae. De schimmel, die in Europa voor komt, lijkt op een poederachtig kussen. Hij groeit op boomstammen en stronken van rottend naaldhout (spar en den) en is ook bekend van berk. De vruchtlichamen groeien individueel of in kleine groepen. Het is een saprotroof die zich ontwikkelt op dood hout en bruinrot veroorzaakt.

## Kenmerken
Vruchtlichaam
Een vruchtlichaam is kussenvormig of halfrond van vorm en heeft een behaard oppervlak. Jonge vruchtlichamen zijn wit en oudere vruchtlichamen bruin. De diameter is tot 10 cm.
Vlees
Het vlees is radiair gezoneerd, vezelig van grijsbruin, crèmekleurig tot geeloranje.
Sporen
De chlamydosporen zijn eivormig-ellipsvormig, dikwandig en meten 4,7 × 3,4-4,5 µm. De basidiosporen zijn ellipsvormig, glad, kleurloos, meestal met een oliedruppel en hebben de grootte van 4-5,5 × 2,5-3,5 µm.

## Verspreiding
De boompuist komt voor in Europa, Rusland en in de provincie Quebec in Canada. In Nederland komt hij algemeen voor. Hij staat niet op de rode lijst en is niet bedreigd.

## Foto's

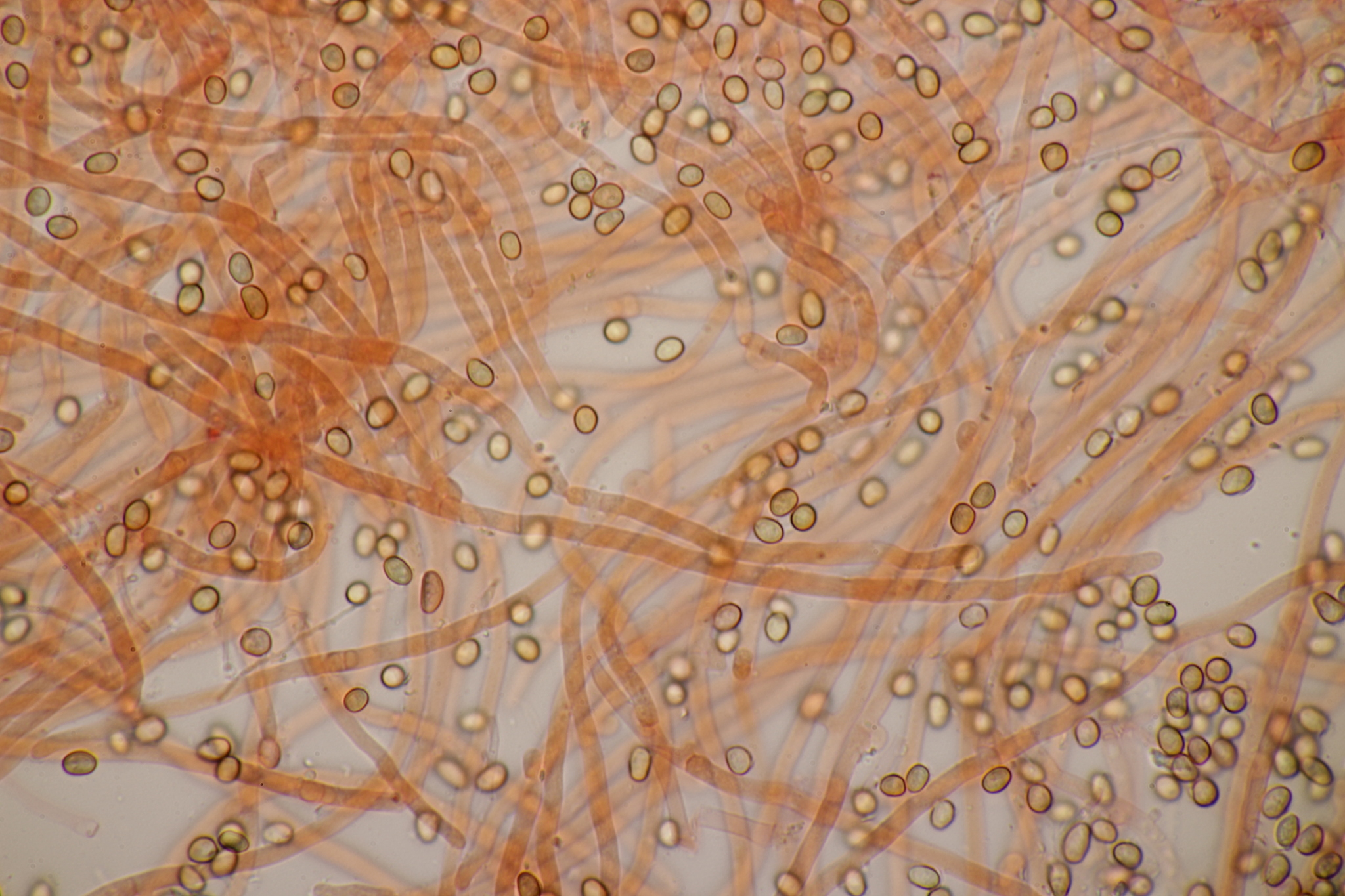
Sporen